# Бобровник (район Липтовски-Микулаш)
Бобровник (словац. Bobrovník, венг. Bobrovnik), деревня на севере Словакии района Липтовски-Микулаш, Жилинский край, регион Липтов.
В 2-х километрах от деревни находится археологический объект Городище Гавранок, расположенный на холме над водохранилищем Липтовска-Мара. Рядом с деревней находится плотина Липтовска-Мара, где имеются 2 аквапарка — крупнейший в Словакии аквапарк Tatralandia и аквапарк Bešeňová.
Население — 135 человек (на 31.12.2019), из них словаки — 98,70 %, чехи — 0,65 %.
Первое упоминание встречается под 1273 годом под названием Hodaz.

## Население
| Год:                | 1994 | 2004    | 2014     | 2024    |
| ------------------- | ---- | ------- | -------- | ------- |
| Количество человек: | 158  | 143     | 126      | 123     |
| Разница:            |      | −9,49 % | −11,88 % | −2,38 % |